# Wasserspinat
Der Wasserspinat (Ipomoea aquatica) ist eine Pflanzenart aus der Gattung der Prunkwinden (Ipomoea). Der Wasserspinat wird zur Erzeugung von Nahrungsmitteln kultiviert, seine Blätter finden vor allem in der Asiatischen Küche Verwendung.

## Beschreibung

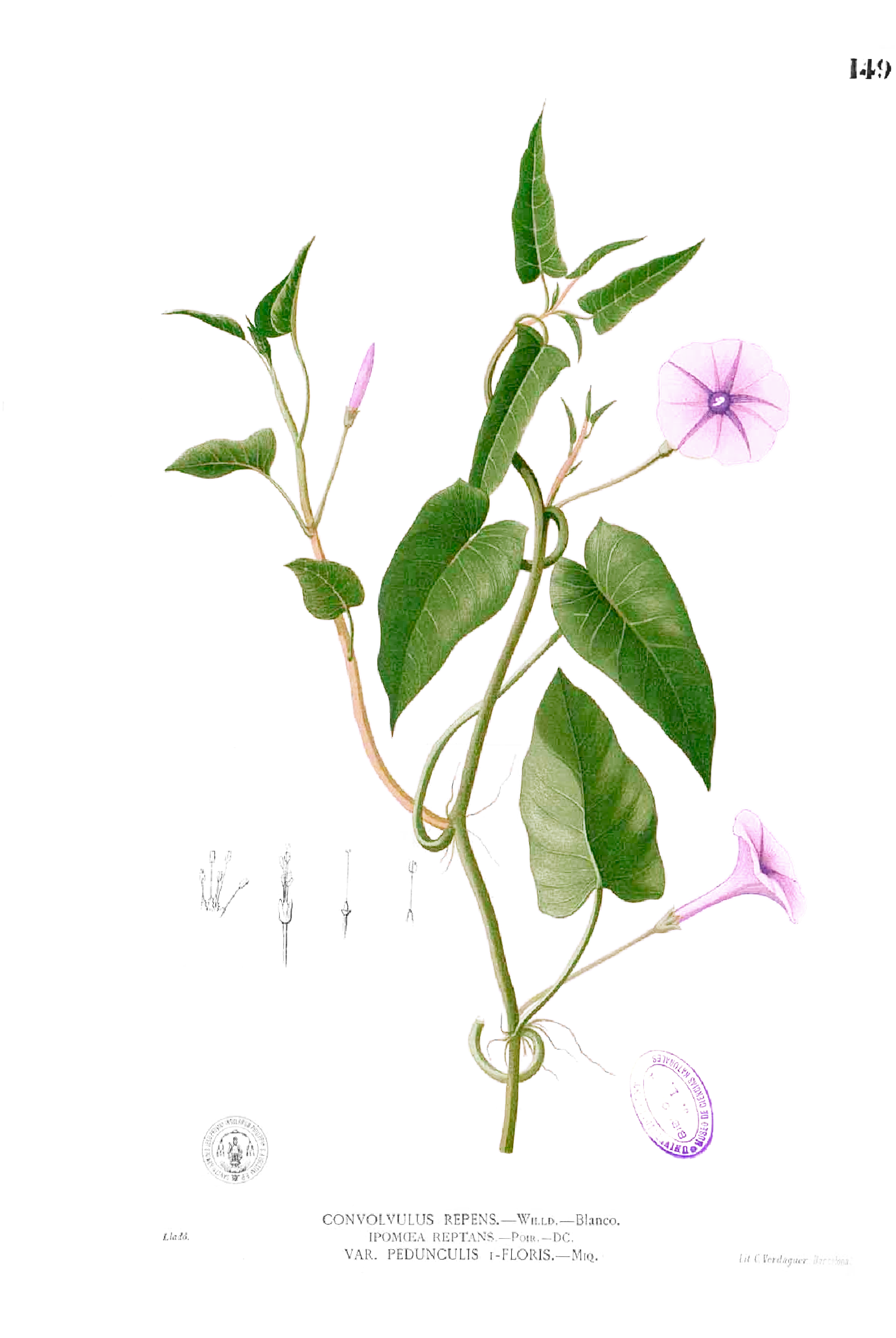
Illustration aus Blanco

### Vegetative Merkmale
Der Wasserspinat ist eine einjährige oder ausdauernde krautige Pflanze, die im Boden verankert und kriechend oder im Wasser schwimmend wächst. Der Stängel ist unbehaart, drehrund, dick und hohl, an den Knoten entstehen Adventivwurzeln.
Die wechselständig angeordneten Laubblätter sind in Blattstiel und Blattspreite gegliedert. Der kahle Blattstiel ist 3 bis 14 cm lang. Die Blattspreite ist sehr variabel, sie kann eiförmig, eiförmig-lanzettlich, langgestreckt oder lanzettlich sein, die Länge variiert zwischen 3,5 und 17 cm, die Breite zwischen 0,9 und 8,5 cm. Nur selten ist die Blattspreite fein behaart, meist ist sie unbehaart. Die Spreitenbasis ist herzförmig, pfeilförmig, speerförmig oder gelegentlich abgeschnitten. Nach vorn hin ist das Blatt spitz oder zugespitzt. Der Blattrand ist ganzrandig oder gewellt.

### Blütenstand und Blüte
Die Blütenstände bestehen aus ein bis drei (selten bis fünf) Blüten und stehen an 1,5 bis 9 cm langen Blütenstandsstielen, deren Basis behaart ist. Die 1,5 bis 2 mm langen Tragblätter sind schuppenförmig. Die Blütenstiele sind 1,5 bis 5 cm lang.
Die fünf Kelchblätter sind unbehaart und nahezu gleich geformt. Die beiden äußeren Kelchblätter sind dünn, eiförmig-langgestreckt und 7 bis 8 mm lang, die Spitze ist abgestumpft und spitzbuckelig, der Rand ist weißlich. Die drei inneren Kelchblätter sind meist etwa 8 mm lang und eiförmig-elliptisch geformt. Die trichterförmige, unbehaarte und 3,5 bis 5 cm große Krone ist weiß, rosa oder lila gefärbt, das Zentrum ist dunkler.
Die fünf Staubblätter stehen nicht über die Krone hinaus und sind ungleich geformt. Die Staubfäden sind behaart. Der Stempel steht ebenfalls nicht über die Krone hinaus, der Fruchtknoten ist konisch geformt und unbehaart, die Narbe zweigelappt.

### Frucht und Samen
Die verholzenden Kapselfrüchte weisen einen Durchmesser von etwa 1 cm auf und springen kaum oder eventuell auch gar nicht auf. Jede Kammer der Kapsel enthält nur ein oder zwei Samen. Die Samen sind dicht gräulich behaart, nur manchmal unbehaart, schief länglich und 6 mm lang und 4 mm breit.

### Chromosomenzahl
Die Chromosomenzahl beträgt 2n = 30.

## Vorkommen

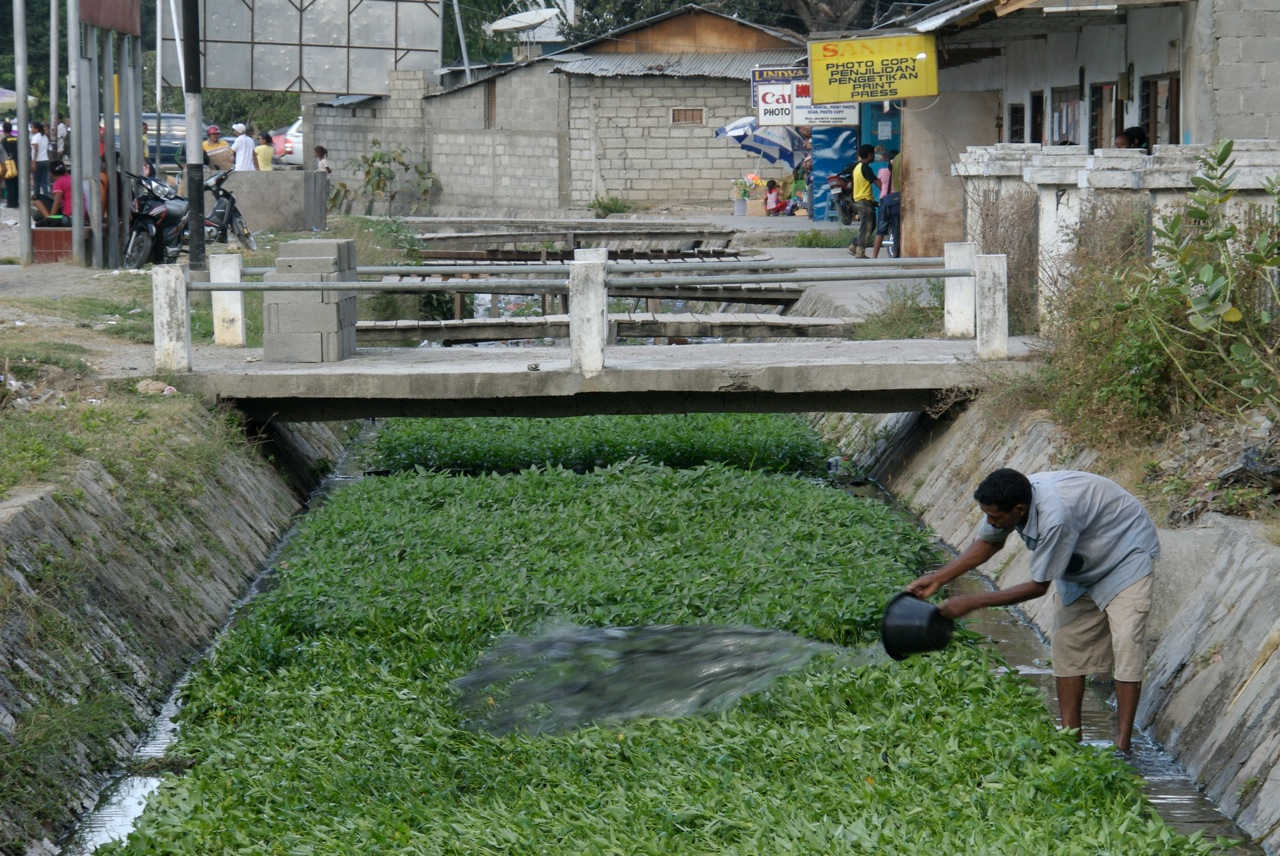
Wasserspinatkultur (Kanko) in einem Kanal in Dili/Osttimor

Der Wasserspinat hat eine pantropische Verbreitung. Die ursprüngliche Heimat liegt wahrscheinlich in Asien. Der Wasserspinat wächst in Höhenlagen von 0 bis 1500 Metern an feuchten Standorten an Bächen, Tümpeln, Flüssen, aber auch in Reisfeldern, auf Müllhalden oder in Savannen.

## Systematik
Synonyme für Ipomoea aquatica Forssk. sind: Convolvulus repens Vahl, Ipomoea repens Roth, Ipomoea reptans Poiret, Ipomoea subdentata Miq.
Es können zwei Varietäten unterschieden werden:
- Ipomoea aquatica Forssk. var. aquatica: Sie gedeiht in den Tropen bis Subtropen der Alten Welt.[1]
- Ipomoea aquatica var. heterophylla (Hallier f.) Rendle: Sie kommt nur in Namibia vor.[1]

## Sorten (Auswahl)
Es gibt einige Sorten, beispielsweise aus Guangdong:
- cv. 'Big Green Stem' (Da-gu-qing; Ta-Ku-ch'ing)
- cv. 'Big White Stem' (Da-ji-bai; Ta-chi-pai)
- cv. 'Big Yellow Stem' (Da-ji-huang; Ta-chi-huang)
- cv. 'Thin Shell' (Bo-ke; Po-k'o)
- cv. 'Sword-leaved Hollow Vegetable' (Jian-ye-tong-cai; Chien-yeh-t'ung-ts'ai)
- cv. 'Iron-wire Stem' (Tie-xian-geng; T'ieh-hsian-keng)
- cv. 'Slender Hollow Stem' (Xi-tong; Hsi-t'ung)

Die Selektion erfolgte bei den ersten fünf Sorten vor allem nach der Höhe des Ertrags, knackigen Stängeln und kontrastreichen Farben; die letzten beiden Sorten erreichen nur einen geringen Ertrag und haben kurze, zähe Stängel.

## Verwendung

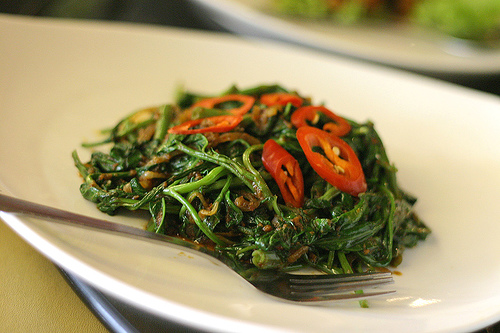
Kangkung Blacan, ein Gericht mit Wasserspinat aus Indonesien, Malaysia und Singapur

Der Wasserspinat wird im südost-asiatischen Raum viel kultiviert, der Ertrag kann zwischen 75 und 112,5 Tonnen je Hektar betragen. Nach der ersten Ernte wächst die Pflanze weiter und verzweigt sich, so dass sie noch drei bis acht Monate genutzt werden kann, wobei alle zwei bis drei Wochen die jungen Sprosse geerntet werden.
In China zählt diese Pflanzenart zum verbreitetsten Sommergemüse, während in Afrika der Wasserspinat als Nahrungsmittel in Notzeiten zählt. Vor allem in China wird der Wasserspinat auch als eine der Hauptfutterpflanzen in der Schweinezucht verwendet.

## Gefährdung
Aufgrund ihrer weiten Verbreitung stuft die IUCN Ipomoea aquatica als gering gefährdet ein.